# Johannes Runkwitz
Johannes Runkwitz (* 30. April 1859 in Altenburg; † 16. Juli 1916) war ein deutscher Marine-Generalstabsarzt der Kaiserlichen Marine.

## Leben
Johannes Runkwitz war ein Sohn des Oberschulrates Karl Runkwitz und trat am 1. April 1878 in die Kaiser-Wilhelms-Akademie für das militärärztliche Bildungswesen (Pépinière) in Berlin ein. Hier blieb er bis zum 15. Februar 1882.
Am 27. Januar 1883 promovierte er mit dem Thema Fünf Fälle von Gehirntumor. Er wurde am 30. August 1883 zum Marine-Assistenzarzt befördert. Zum 4. August 1888 wurde er bei der 2. Matrosendivision zum Marine-Stabsarzt befördert. Vom 1. Oktober 1889 bis 1. Oktober 1891 blieb er mit Unterbrechung an der Pépinière. Vom 2. Oktober 1890 bis zu seinem Ausscheiden aus der Pépinière war er an die Charité kommandiert. Als Chefarzt des Lazaretts der deutschen Kaiserlichen Marine in Yokohama war er ab 1892 als Stabsarzt und Nachfolger von Richard Kleffel für fünf Jahre in Yokohama. Am 29. August 1895 wurde er Marine-Oberstabsarzt 2. Klasse. Von 1899 bis 1902 war er Dezernent im Reichsmarineamt. Er war 1907 Stationsarzt und Vorstand des Sanitätsamtes der Marinestation der Ostsee und wurde später Flottenarzt der Hochseeflotte in Kiel. Am 13. März 1909 schied er aus dieser Position im Rang eines Marine-Generalarztes aus der Marine aus.
Am 24. April 1916 erhielt er den Charakter als Marine-Generalstabsarzt. Bis Mai 1916 war er Stationsarzt der Marinestation der Ostsee, erkrankte und wurde am 31. Mai 1916 aus der Marine verabschiedet.
Bis 1907 war er u. a. mit dem Roten Adlerorden 3. Klasse mit der Schleife, dem Kronenorden 3. Klasse, dem Kaiserlich Chinesischen Doppelter Drachenorden 2. Klasse, 2. Stufe, dem Offizier des Kaiserlich Japanischen Verdienstordens der Aufgehenden Sonne, dem Kaiserlich und Königlich Österreich-Ungarische Eiserne Krone 3. Klasse und dem Kommandeur 2. Klasse des Königlich Schwedischen Wasaorden ausgezeichnet worden.
1982 wurde im Selbstverlag durch Theodor Günther die Biographie von Johannes Runkwitz veröffentlicht.